# 星凪桃佳
星凪 桃佳（せな ももか・1999年〈平成11年〉4月21日 - ）は、日本の女性アイドル。女性アイドルグループ「No,SateLight」「愛乙女☆DOLL」「コングラッチェ!」の元メンバー。神奈川県出身。愛称は「ももりん」。

## 略歴
2017年、ベリーベリープロダクションに所属する「いちごみるく色に染まりたい。」の公式ライバルとして結成された『No,SateLight』（ノー・サテライト。以下、ノーサテと略す）のメンバーに選ばれ（当時の芸名は「春奈桃佳」）、同年4月2日、新木場STUDIO COASTで行われた『アイドル甲子園SPRING FESTIVAL2017』でステージデビューを飾る。
2019年2月18日にノーサテからの卒業を発表し、同年3月21日の池袋Space emo公演をもってノーサテメンバーとしての活動を終了。ArcJewelへの移籍を機に現在の「星凪桃佳」に改め、同年7月29日、前田美咲と共に『愛乙女☆DOLL』（以下、らぶどると略す）のメンバーとして活動することを発表。同月1日で卒業した愛迫みゆと入れ替わる形での加入となった。らぶどる内での担当カラーは紫。
2022年9月30日にAKIBAカルチャーズ劇場で行われた「愛乙女☆DOLL単独公演」において、翌2023年3月をもって現体制での終了が発表され、同月26日にヒューリックホール東京で行われた「愛乙女☆DOLL TOUR2023 『Story』」をもって、3年8ヵ月間在籍したらぶどるを卒業。同年6月30日付でArcJewelを退所した。その後らぶどるは解散することなく、メンバーを総入れ替えして活動を続けている。
2023年8月24日、新グループ『コングラッチェッ!』の結成が発表され、同年9月21日に渋谷REXにてデビューライブを開催。メンバーカラーはらぶどると同じ紫である（但し本人曰く「ラベンダーパープル」と呼んでいた）。コングラッチェッ!はその後のメンバーチェンジにより2025年4月30日付でユニット名を『コングラッチェ!』に変更したが、星凪は同年6月1日にコングラッチェ!からの卒業を発表。同月28日のSHIBUYA DESEO公演をもってコングラッチェ!メンバーとしての活動を終了した。

## 人物・逸話
- 現在の身長は168cm[4]。ノーサテ時代からコングラッチェ!に至るまでメンバー最長身であった。
- らぶどる時代は日向春菜[注 4]に次ぐ2番目の年少者であったが、コングラッチェ!では吉高彩笑[注 5]に次ぐ2番目の年長者であった。
- 広瀬彩海（元こぶしファクトリー）は小学4年時にダンススクールで出会って以来の幼馴染である[6]。桃佳のノーサテ卒業公演[7]やコングラッチェ!卒業公演[20]には広瀬が駆け付けた他、こぶし解散後に行われた広瀬のソロライブ[注 6]には星凪も観覧している[21]。
- 走り高跳びと反復横跳びが得意[2]。高校時代はヒップホップダンスを習っていた[22]。
- 「オレオ」といううさぎを飼っており、本人曰く弟扱いしている[23]。
- Jewel☆Gardenメンバーの花奏さくら[24]はノーサテ時代の同僚だった（当時の名義は「長山桜」[1]）。

## 出演

### テレビ番組
- トピックメーカー「ドラマ・FUNCTION」（千葉テレビ放送・2020年8月17日 - 10月25日放送、全11話）
このドラマには、後にらぶどるで共働する新穂貴城や、当時「いちごみるく色に染まりたい。」メンバーだった本間菜穂[注 7]も出演していた[25]。

### イベント
- サマラン祭2020（2020年11月29日、東京サマーランド）[26]
- 広瀬彩海presents『彩-Aya-LIVE』 vol.8（2022年9月26日、渋谷TAKE OFF 7）[27]
- 愛迫みゆ引退式〜ごめんねよりありがとう〜（2023年8月15日、THE GRAND HALL）[28]
- Gran☆Ciel 上丘鈴華バースデーライブ2025（2025年7月19日、GOTANDA G7）[29]